# Wonder
Wonder (bra: Extraordinário; prt: Wonder - Encantador) é um filme de drama norte-americano de 2017 dirigido por Stephen Chbosky e escrito por Steve Conrad, baseado no romance homônimo de R. J. Palacio. É protagonizado por Julia Roberts, Owen Wilson, Jacob Tremblay, Noah Jupe, Izabela Vidovic, Mandy Patinkin, e Daveed Diggs e estreou nos Estados Unido em 17 de novembro de 2017 pela Lionsgate. O filme retrata um garoto com uma deformidade facial conhecida como síndrome de Treacher Collins. Com apenas 10 anos, Auggie Pullman lida com sua nova vida na escola e faz grandes amigos com sua determinação.
A inspiração para o livro Wonder veio quando a escritora Raquel J. Palacio levou seu filho para tomar um sorvete e lá eles encontraram uma criança com a Síndrome de Treacher Collins. O filho da escritora começou a chorar ao vê-lo e foi neste momento que Palacio pensou em escrever um livro sobre a história. Este acontecimento, inclusive, virou uma das cenas do próprio filme.
Ele recebeu críticas positivas da crítica e do público, com muitos elogiando as performances de Tremblay e Roberts, direção, composição e trilha sonora e arrecadou US$305 milhões em todo o mundo com um orçamento de US$20 milhões. No Oscar 2018, o filme foi indicado para Melhor Maquiagem e Penteado.

## Sinopse
August "Auggie" Pullman é um garoto de 10 anos que mora no Brooklyn, Nova York, com sua mãe Isabel, pai Nate, irmã mais velha Olivia ("Via") e cachorro Daisy. Ele nasceu com uma rara deformidade facial médica, a que ele se refere como "disostose mandibulofacial", e passou por 27 cirurgias diferentes para ver, cheirar, falar e ouvir sem um aparelho auditivo. Auggie foi alfabetizado via ensino doméstico por sua mãe, mas quando ele se aproxima da quinta série, seus pais decidem matriculá-lo na Beecher Prep, uma escola particular. Antes do início do ano letivo, Auggie se reúne com o Sr. Tushman, o diretor, que organiza uma excursão para ele com outros três alunos: Jack Will, Julian Albans e Charlotte Cody. Quando a escola começa, Auggie é inicialmente excluído por quase todo o corpo discente, mas logo forma uma estreita amizade com Jack.
No Dia das Bruxas, Auggie se veste com uma máscara e uma capa Ghostface do ano passado, quando Daisy estraga a fantasia de Boba Fett que ele planejava usar. Ele percorre a escola otimista e confiante devido ao anonimato que sua roupa lhe proporciona. No entanto, ao entrar em sua sala de aula, ele ouve Jack, que não o reconhece, juntando-se a Julian e seus amigos para tirar sarro dele pelas costas, dizendo que "ele se mataria se parecesse com Auggie". Por conta desse episódio, Auggie passa mal, forçando sua mãe a abandonar seu dia livre (que ela havia planejado passar com sua filha Via) para trazê-lo para casa. Embora magoada com a situação, Via convence Auggie para ir para Travessuras ou Gostosuras com ela, uma vez que ela não tinha com quem ir.
Eventualmente, Auggie faz uma nova amizade com uma garota chamada Summer e confia nela sobre sua separação com Jack. Quando Jack pergunta a Summer por que Auggie o está evitando, ela apenas dá a ele a pista "Ghostface". Na aula de ciências, a realização começa com ele, e ele decide fazer parceria com Auggie em vez de Julian na feira de ciências da escola. Quando Julian confronta Jack no corredor e chama Auggie de "aberração", os dois começam a brigar, que é interrompida por Browne e outro professor. Depois de suspender Jack por dois dias, o Sr. Tushman mais tarde lê a carta de Jack sabendo que ele estava defendendo Auggie. Jack depois pede desculpas a Auggie via Minecraft e eles se reconciliam.
Enquanto isso, a Via se inscreve no Drama Club em sua escola depois de conhecer um estudante de teatro chamado Justin, com quem ela logo começa um relacionamento romântico. Via é selecionada como a substituta de Miranda para o papel principal na produção da escola de Our Town, mas na noite de abertura, Miranda vê que os pais de Via estão presentes enquanto os seus não estão, então ela finge doença para deixar Via tomar seu lugar. Via faz uma performance emocionante que lhe rende aplausos de pé, e ela e Miranda se reconciliam.
Auggie continua sendo assediado por Julian e seus amigos até o Sr. Browne tomar conhecimento da situação. Tushman confronta Julian e seus pais com as evidências de bullying, incluindo inúmeras recadinhos de ódio colocados em sua mesa e uma "exclusão" de Auggie de uma foto de classe em que ele havia sido fotografado. A mãe de Julian, admitindo que tirou Auggie de cena, defende as ações de Julian e afirma que os estudantes não devem ser expostos a Auggie. Apesar de suas ameaças de conseguir financiamento da escola, Tushman suspende Julian por dois dias — fazendo com que ele perdesse um retiro natural. Ao partirem, Julian pede desculpas ao Sr. Tushman e fica perturbado quando seus pais o tiram da escola, declarando que ele não voltará no outono.
No retiro da natureza, Auggie e Jack são ameaçados por um trio de alunos da sétima série de outra escola, mas os antigos amigos de Julian vêm em seu socorro. Auggie então se torna mais aceito por seus colegas de classe.
Na cerimônia de formatura do final do ano, Auggie recebe a Medalha Henry Ward Beecher por sua força e coragem e recebe uma ovação de pé. O filme termina com todos aplaudindo Auggie, e Isabel dizendo "você realmente é extraordinário, Auggie".

## Elenco
- Julia Roberts como Isabel Pullman, mãe da Via e Auggie
- Owen Wilson como Nate Pullman, pai da Via e Auggie
- Jacob Tremblay como August "Auggie" Matthew Pullman, um jovem garoto com uma deformidade facial
- Izabela Vidovic como Olivia "Via" Pullman, irmã mais velha de Auggie
- Maccie Margaret Chbosky como jovem Via
- Mandy Patinkin como Sr. Tushman, diretor da Beecher Prep
- Daveed Diggs  como Mr. Browne, professor de inglês de Auggie e professor de sala de aula
- Sônia Braga como Lisa "Grans", mãe de Isabel, avó da Via e Auggie
- Danielle Rose Russell como Miranda, a melhor amiga da Via
- Nadji Jeter como Justin, namorado da Via
- Noah Jupe como Jack Will, o melhor amigo de Auggie
- Bryce Gheisar como Julian Albans, um estudante que intimida Auggie e depois seu amigo
- Millie Davis como Summer, uma das amigas de Auggie
- Elle McKinnon como Charlotte Cody, uma das amigas de Auggie

## Dublagem brasileira
Estúdio de dublagem - Delart
Produção
- Direção de Dublagem:  Andrea Murucci[9]
- Cliente:  Paris filmes[9]
- Tradução:  Pavlos Euthymiou[9]
- Técnico(s) de Gravação:  Rodrigo Pex[9]

Dubladores
- Auggie: Rafael Mezadri[9]
- Via: Bruna Laynes[9]
- Isabel: Andrea Murucci[9]
- Jack: Arthur Salerno[9]
- Nate: Guilherme Briggs[9]
- Sr. Buzanfa: Julio Chaves[9]
- Sr. Browne: Renan Freitas[9]
- Justin: Yan Gesteira[9]
- Julian: Luiz Felipe Mello[9]
- Charlotte: Mariana Dondi[9]
- Summer: Isabella Koppel[9]
- Miranda: Natália Alves[9]
- Srta. Petosa: Gabriella Bicalho[9]
- Patrick Swayze: Ricardo Schnetzer[9]
- Amos: Victor Hugo[9]
- Eddie: Daniel Pim[9]
- Ella: Maria Fontenelle[9]
- Ximena: Carol Murai[9]
- Miles: Paulo Mendes[9]
- Henry: Enzo Dannemann[9]

## Produção

### Desenvolvimento
Em 27 de novembro de 2012, foi anunciado que a Lionsgate estava desenvolvendo uma adaptação para o cinema do romance de estréia de R. J. Palacio, Wonder, e estava conversando com John August para escrever o roteiro. David Hoberman e Todd Lieberman, da Mandeville Films, produziram o filme.
Em 8 de maio de 2013, Jack Thorne foi contratado para adaptar o romance depois que August saiu do projeto. Em outubro de 2014, foi relatado que John Krokidas iria dirigir o filme, embora em abril de 2015, Paul King tenha sido contratado para dirigir mas saiu para dirigir Paddington 2. Steven Conrad estava escrevendo o roteiro naquele momento.

### Elenco
Em 14 de abril de 2016, Jacob Tremblay foi escalado para o papel principal, Auggie Pullman, enquanto Julia Roberts estava em negociações para interpretar a mãe de Auggie. Em 5 de maio de 2016, Roberts foi confirmada e Stephen Chbosky foi escolhido como diretor do filme. Jacob Tremblay e sua família visitaram uma associação infantil craniofacial, onde o ator pode conhecer crianças diagnosticadas com a Síndrome de Treacher Collins. Foi a primeira vez que os irmãos Jacob e Emma Tremblay atuam juntos. Jason Tremblay, o pai das crianças, também aparece no filme como o diretor do acampamento.
Em 27 de junho de 2016, Owen Wilson se juntou para interpretar o pai de Auggie. Em 11 de julho de 2016, o novato Noah Jupe se juntou ao elenco como o melhor amigo de Auggie na escola, e em 15 de julho de 2016, Daveed Diggs foi escalado como Mr. Browne, um professor de inglês na escola.
Em 19 de agosto de 2016, Sônia Braga se juntou ao elenco, representando o papel da mãe da personagem de Roberts.

### Efeitos visuais
A maquiagem protética de Tremblay, projetada e criada por Arjen Tuiten, levou uma hora e meia para ser aplicada. Consistia em uma touca de caveira com orelhas protéticas presas, uma prótese facial que cobria o rosto de Tremblay e uma peruca para amarrar tudo junto.

### Filmagens
As filmagens ocorreram em vários locais na Colúmbia Britânica, no Canadá, e em Coney Island, Nova York, de 18 de julho a 13 de setembro de 2016.

### Música
Marcelo Zarvos compôs a trilha sonora do filme. Bea Miller compôs uma música para o filme, "Brand New Eyes". Foi lançada em 3 de agosto de 2017. A autora de Wonder, R. J. Palacio, muitas vezes creditou a canção de Natalie Merchant "Wonder", de seu álbum de 1995 Tigerlily, como inspiração para seu livro mais vendido e a convite da Merchant, a música foi apresentada na trilha sonora. A música é tocada durante os créditos finais do filme.

## Lançamento
A Lionsgate inicialmente havia programado o lançamento do Wonder nos Estados Unidos em 7 de abril de 2017. Em 13 de fevereiro de 2017, foi anunciado que a data de lançamento havia sido adiada para 17 de novembro de 2017. Wonder teve sua estreia mundial no Regency Village Theatre em Los Angeles em 14 de novembro de 2017.
No lançamento para os cinemas do Brasil, a Paris Filmes e a Kinoplex anunciaram a doação de parte do valor da bilheteria para ajudar nas cirurgias de crianças com deformidades faciais, a ação foi feita junto com a Operação Sorriso, e em parceria com a Secretaria da Educação do Estado de São Paulo e as Secretarias Municipais de Educação de Porto Alegre, Curitiba, Rio de Janeiro e Belo Horizonte, o filme foi exibido para mil e quinhentos alunos e professores de escolas públicas na Cinemark, também foi realizada uma sessão junto com o Cine Roxy. E com o portal Exibidor foi enviado um boletim incentivando o mercado a praticar a gentileza.

## Recepção

### Bilheteria
Wonder faturou US$ 132,4 milhões nos Estados Unidos e Canadá e US$ 173,2 milhões em outros territórios, num total mundial de US$ 305,6 milhões, contra um orçamento de produção de US$ 20 milhões. Deadline Hollywood calculou que o filme obteve um lucro líquido de US$ 55,3 milhões, ao fatorar todas as despesas e receitas.
Nos Estados Unidos e no Canadá, Wonder estreou ao lado da Liga da Justiça e de The Star e foi inicialmente projetado para arrecadar cerca de US$ 9 milhões em 3.096 cinemas em seu primeiro fim de semana. No entanto, após arrecadar US$ 740 mil com as prévias de quinta-feira à noite e receber um grande número de vendas de ingressos para grupos, as projeções para o final de semana aumentaram para US$ 15 milhões. As projeções do final de semana foram novamente aumentadas, desta vez para US$ 28 milhões, depois que o filme faturou US$ 9,4 milhões em seu primeiro dia. O filme estreou com US$ 27,1 milhões, terminando em segundo nas bilheterias, atrás da Liga da Justiça. No segundo final de semana, o filme caiu apenas 17,7%, faturando US$ 22,7 milhões e terminando em terceiro nas bilheterias.

### Crítica
No agregador de críticas Rotten Tomatoes, o filme tem uma classificação de aprovação de 85% com base em 185 críticas e uma classificação média de 7/10. Em Metacritic, o filme tem uma pontuação média ponderada de 66 em 100, com base em 33 críticos, indicando "críticas geralmente favoráveis". As audiências consultadas pelo CinemaScore deram ao filme uma nota média de "A+" em uma escala de A+ a F, um dos menos de 90 filmes na história do serviço para receber a nota.
Alguns críticos criticaram a decisão de escalar um ator sem a doença como Auggie por minar a mensagem do filme.

### Prêmios
| Prêmio                                        | Data da cerimônia        | Categoria                                                         | Destinatário(s) e nomeado(s)                      | Resultado | Ref.          |
| --------------------------------------------- | ------------------------ | ----------------------------------------------------------------- | ------------------------------------------------- | --------- | ------------- |
| AARP's Movies for Grownups Awards             | 5 de fevereiro de 2018   | Melhor Filme Intergeracional                                      | Wonder                                            | Indicado  | [ 39 ]        |
| AARP's Movies for Grownups Awards             | 5 de fevereiro de 2018   | Pesquisa dos Leitores                                             | Wonder                                            | Indicado  | [ 39 ]        |
| Academy Awards                                | 4 de março de 2018       | Melhor Maquiagem e Penteados                                      | Arjen Tuiten                                      | Indicado  | [ 40 ]        |
| British Academy Film Awards                   | 18 de fevereiro de 2018  | Melhor Maquiagem e Caracterização                                 | Naomi Bakstad, Robert Pandini and Arjen Tuiten    | Indicado  | [ 41 ]        |
| Casting Society of America                    | 18 de janeiro de 2018    | Grande Orçamento - Comédia                                        | Deborah Aquila, Kara Eide, Tricia Wood e Kris Woz | Indicado  | [ 42 ]        |
| Critics' Choice Movie Awards                  | 11 de janeiro de 2018    | Melhor Ator/Atriz Jovem                                           | Jacob Tremblay                                    | Indicado  | [ 43 ]        |
| Critics' Choice Movie Awards                  | 11 de janeiro de 2018    | Melhor Roteiro Adaptado                                           | Jack Thorne, Steve Conrad e Stephen Chbosky       | Indicado  | [ 43 ]        |
| Critics' Choice Movie Awards                  | 11 de janeiro de 2018    | Melhor Cabelo e Maquiagem                                         | Wonder                                            | Indicado  | [ 43 ]        |
| Heartland Film Festival                       | 31 de dezembro de 2017   | Melhor Filme                                                      | Stephen Chbosky                                   | Venceu    | [ 44 ]        |
| Hochi Film Award                              | 18 de dezembro de 2018   | Melhor Filme Internacional                                        | Stephen Chbosky                                   | Venceu    | [ 45 ]        |
| London Film Critics Circle                    | 28 de janeiro de de 2018 | Jovem Artista Britânico/Irlandês do Ano                           | Noah Jupe                                         | Indicado  | [ 46 ]        |
| Make-Up Artists and Hair Stylists Guild       | 24 de fevereiro de 2018  | Filme: Melhor Maquiagem Contemporânea                             | Naomi Bakstad, Jean Black e Megan Harkness        | Indicado  | [ 47 ]        |
| Make-Up Artists and Hair Stylists Guild       | 24 de fevereiro de 2018  | Melhor Filme Contemporâneo: Melhor Estilo de Cabelo Contemporâneo | Robert Pandini e Alisa Macmillan                  | Indicado  | [ 47 ]        |
| Make-Up Artists and Hair Stylists Guild       | 24 de fevereiro de 2018  | Filme: Melhores Efeitos Especiais de Maquiagem                    | Michael Nickiforek e Arjen Tuiten                 | Indicado  | [ 47 ]        |
| Make-Up Artists and Hair Stylists Guild       | 24 de fevereiro de 2018  | Melhor Filme Contemporâneo: Melhor Estilo de Cabelo Contemporâneo | Robert Pandini e Alisa Macmillan                  | Indicado  | [ 47 ]        |
| Make-Up Artists and Hair Stylists Guild       | 24 de fevereiro de 2018  | Filme: Melhores Efeitos Especiais de Maquiagem                    | Michael Nickiforek e Arjen Tuiten                 | Indicado  | [ 47 ]        |
| Saturn Awards                                 | 27 de junho de 2018      | Melhor desempenho de um ator mais jovem                           | Jacob Tremblay                                    | Indicado  | [ 48 ]        |
| Saturn Awards                                 | 27 de junho de 2018      | Melhor Maquiagem                                                  | Arjen Tuiten                                      | Indicado  | [ 48 ]        |
| Saturn Awards                                 | 27 de junho de 2018      | Melhor Filme Independente                                         | Wonder                                            | Venceu    | [ 48 ]        |
| Seattle Film Critics Society                  | 18 de dezembro de 2017   | Melhor Performance Jovem                                          | Jacob Tremblay                                    | Indicado  | [ 49 ]        |
| Washington D.C. Area Film Critics Association | 8 de dezembro de 2017    | Melhor Performance Jovem                                          | Jacob Tremblay                                    | Indicado  | [ 50 ]        |
| Women Film Critics Circle                     | 17 de dezembro de 2017   | Melhor Filme de Família                                           | Wonder                                            | Indicado  | [ 51 ] [ 52 ] |
| Teen Choice Awards                            | 12 de agosto de 2018     | Choice Drama                                                      | Wonder                                            | Indicado  | [ 53 ]        |
| Teen Choice Awards                            | 12 de agosto de 2018     | Choice Drama Actor                                                | Jacob Tremblay                                    | Indicado  | [ 53 ]        |
| Teen Choice Awards                            | 12 de agosto de 2018     | Choice Drama Actress                                              | Julia Roberts                                     | Indicado  | [ 53 ]        |

## Adaptação musical
Foi anunciado em 9 de abril de 2019 que uma adaptação musical do filme produzida por Jill Furman estava em andamento para a Broadway.